# Marie-Thérèse Willermaulaz

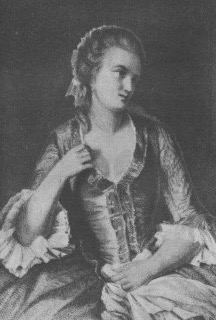
Marie-Thérèse de Beaumarchais, geborene Willermaulaz

Marie-Thérèse Willermaulaz (auch: Marie-Thérèse de Willer-Mawlaz oder de Viller-Mawlaz, * 14. November 1751 in Lille; † 1. August 1816 in Paris) war die dritte Gattin von Pierre-Augustin Caron de Beaumarchais und eine begabte Harfenistin.

## Leben
Marie-Thérèse Willermaulaz war die Tochter des aus Charmey stammenden François-Joseph Willermaulaz und der Marie-Thérèse, geborene Werquin. Ihr Vater war Portier im Stadthaus der Familie Dreux-Brézé in Lille.
Als sie mit sechs Jahren Waise wurde, übernahm die Familie Dreux-Brézé ihre Erziehung und Bildung.
1777 bekam Willermaulaz eine Tochter vom bekannten Schriftsteller, Geheimagent und Geschäftsmann Pierre-Augustin Caron de Beaumarchais. 1786 wurde Willermaulaz dessen dritte Ehefrau. Sie sorgte nach seinem Tod (1799) dafür, dass sein Werk weiterlebte. Dazu gehören unter anderem das Drama Eugénie (1767), die Komödien Der Barbier von Sevilla oder Die unnütze Vorsicht (1775) und Der tolle Tag oder Die Hochzeit des Figaro (1784).
Willermaulaz verfügte über Eigentum in Charmey, Kanton Freiburg, Schweiz. Sie frequentierte die gehobene Gesellschaft in Paris. Sie hatte Beziehungen zu bekannten Persönlichkeiten, etwa zum Bankier Jean Frédéric Perregaux, zu Dr. Frédéric Mieg von Neuenburg. Sie hinterließ einen umfangreichen, größtenteils unveröffentlichten Briefwechsel.